# To Rithya
To Rithya (* 10. Oktober 1967) ist ein ehemaliger kambodschanischer Marathonläufer.
Rithya erzielte seine Bestleistung im Marathon im Jahr 1995, als er im thailändischen Chiang Mai 2:34:43 Stunden für die Strecke benötigte. Bei den Olympischen Spielen 1996 in Atlanta wurde er mit einer Zeit von 2:47:01 Stunden 105. Vier Jahre später erreichte er bei den Spielen in Sydney mit 3:03:56 Stunden den 80. und damit vorletzten Rang. Bei beiden Turnieren war er Fahnenträger der kambodschanischen Mannschaft.
Bei den Weltmeisterschaften 1999 in Sevilla belegte Rithya in einer Zeit knapp unter drei Stunden Platz 65 und war damit Letzter der ins Ziel gekommenen Läufer.